# Khalil Boudraa
Pour les articles homonymes, voir Boudraa.
Khalil Boudraa, né le 3 janvier 1964 à Tanger, est un footballeur marocain.

## Biographie
Issu d'une famille sportive, d'un père Tangerois et d'une mère Sebtienne (enclave espagnole), il vit à Tanger jusqu'à l'âge de 17 ans puis à Rabat où il a poursuit ses études au lycée Descartes de Rabat - la mission française au Maroc - et suivra sa carrière sportive. Il maîtrise et parle couramment le français, l'anglais, l'espagnol et l'italien.
Il se distingua par son style unique de dribbleur "lhissa" et par sa vitesse. Il fut un des meilleurs ailiers droit du Maroc dans les années 1980. Il joua à un âge très précoce au sein de l'équipe Chabab Hassanya Tanja (Tanger), dont il était le plus jeune élément. 
Son talent attire les regards des observateurs, de la presse et des responsables du football marocain, avec à leur tête le général Hosni Benslimane qui va lui permettre de rejoindre les FAR de Rabat.
Il s'est brillamment comporté face aux équipes nationales et internationales, mais va connaître dans la foulée une impressionnante série de blessures, qui feront douter de sa capacité à retrouver son meilleur niveau et qui l'empêcheront de poursuivre son parcours.
En 2000, il passa son stage d'entraîneur en France (à Clairefontaine) avec succès. Il fut désigné par Philippe Troussier comme second adjoint pour travailler avec les « Lions de l'Atlas » pour la phase finale de la Coupe d'Afrique 2006 au Caire.
En 2010 et 2011, il occupe le poste d’entraîneur-adjoint des FAR de Rabat, avant de devenir le directeur du centre de formation de la même équipe un an plus tard en (2012).
À la fin de 2014, il revient à l’équipe senior de l'A.S. FAR mais cette fois en tant qu’entraîneur-adjoint après le départ de Rachid Taoussi.
En 2015 il fut designe entraineur principal desFAR.
Khalil Boudraa est, actuellement, l'entraîneur de l'équipe du Wydad de Témara évoluant au championnat de 2e division de Football du Maroc.

## Formation et Parcours
- Diplôme d’entraîneur de football avec Jacques Thibault sous l’égide de la FRMF en (1997).
- Diplôme d'initiateur obtenu à Khemisset sous l'égide de la FRMF en (1996).
- Diplôme d’entraîneur de football en France à Clairefontaine en (2000).
- Diplôme d’entraîneur sous la direction de l'allemand Peter  Schnittger au Centre national de Maâmoura en (2001).
- Licence B sous la direction de Jean-Pierre Morlan en (2010).

Fonctions en tant qu’entraîneur :  
- Adjoint d'Alain Giresse en 2004 avec l'A.S. FAR.
- Adjoint de Philippe Troussier en équipe nationale en 2005.
- Adjoint d'Aziz El Amri avec  l'A.S. FAR en 2010.
- Adjoint de Mustapha Madih en 2011 avec l'A.S. FAR.
- Adjoint de Fathi Jamal en 2012 avec l'A.S. FAR.
- Directeur du centre de formation de l'A.S. FAR en 2012.
- Entraîneur-adjoint de l'A.S. FAR de Rabat en 2014.
- entraineur principal des FAR en 2015 et actuellement[évasif]
- entraineur WIDAD DE TEMARA BOTOLA 2
- entraineur Olympique DCheira saison 2016 2017 en botola 2
- entraineur jeunesse kasba tadla saison 2017 2018 en botola 2

### En tant que joueur
- Champion du Maroc en 1984, 1987 et 1989.
- Vainqueur de la Coupe du Trône en 1984, 1987 et 1989.
- Vice-champion du monde militaire à Naples en Italie en 1989.
- Champion d'Afrique des clubs champion en 1985 avec l'équipe des FAR.
- International junior, espoir et senior